# Абиде-султан
Абиде́-султа́н (тур. Abide Sultan), также Убейде́-султа́н (тур. Ubeyde Sultan; ок. 1618, Стамбул — ок. 1648 там же) — дочь османского султана Ахмеда I от его наложницы Фатьмы-хатун

## Биография
Абиде Султан родилась в 1618 году в Стамбуле через несколько месяцев после смерти своего отца султана Ахмеда I. Родной брат Абиде, Хасан, умер ещё до рождения своей сестры. В 1641 году Абиде вышла замуж за Кючюк Мусу-пашу, который умер в 1647 году. Абиде больше замуж не выходила.
Абиде Султан умерла в правление брата Ибрагима I, приблизительно в 1648 году, в Стамбуле.